# 湖南文理学院
湖南文理学院（英語: Hunan University of Arts and Science）は、中国湖南省に本部を置く中国の公立大学。1958年創立、1999年大学設置。
2019年時点では、学校の面積は2,200畝、建築面積は49.2万平方メートル、生徒数約24,000余人、教職員1,059人。

## 略歴
- 1958年、湖南文理学院の起源は、に湖南省人民政府が設立した常徳師範専科学校。1984年、常徳地区教師進修学院（1980年設立）を吸収合併する。1994年、「常徳師範高等専科学校」と改称。

- 1978年、常徳基礎大学設立。1987年、「常徳高等専科学校」と改称。1989年、湖南農学院常徳分院、常徳引進高教培訓中心を吸収合併する。

- 1989年、常徳師範専科学校（元常徳地区教師進修学院）拡建常徳教育学院。

- 1999年、常徳師範高等専科学校·常徳高等専科学校·常徳教育学院が合併し「常徳師範学院」設立。2000年、旧制常徳師範学校を併合し、新制の常徳師範学院となる。2001年、常徳市城郷建設技術学校（1989年設立）を吸収合併する。2003年、常徳芸術学校（1978年設立）を吸収合併する。2003年、名称を湖南文理学院に変更。

## 基礎データ

### 所在地
- 常徳市

### 校訓
博学弘文、明理求真

### 校歌
- 「走向未來的夢」。石煌遠作詞·楊歌陽作曲。

## 組織
「学院」も「系」も日本の大学の学部にほぼ相当する。「学部」は「学院」と「系」の上の編成で、実体はなく、日本の「学部」とは位置付けが異なっている。妙訳がないのでそのまま記す。
- 文史学院
- 法学院
- 芸術表演·傳媒学院
- 外国語学院
- 生命科学学院
- 経済·管理学院
- 数学·計算科学学院
- 資源環境·旅遊学院
- 体育学院
- 美術学院
- 化学化工学院
- 土木建築工程学院
- 電気·信息工程学院
- 物理·電子科学学院
- 計算機科学·技術学院
- 機械工程学院
- 芙蓉学院
- 国際学院

## 附属機関

### 附属図書館
湖南文理学院図書館、蔵書数は全館合計で約127万冊

## 大学の人物一覧

### 教授
- 学長：魏飴
- 党委書記：李民

## 対外関係
- 日本
  - びわこ学院大学[2]
  - 亜細亜友之会外語学院[3]
  - 聖泉大学[4]
  - 北海道大学[5]